# Vensterrouwzwever
De vensterrouwzwever (Thyridanthrax fenestratus, syn. Hemipenthes montana, Anthrax variegata) is een vliegensoort uit de familie van de wolzwevers (Bombyliidae). De wetenschappelijke naam van de soort is voor het eerst geldig gepubliceerd in 1814 door Fallen.

## Uiterlijk
De vlieg kan een lengte bereiken van 7 - 9 mm. In het Engels heten de wolzwevers 'bee-flies' omdat ze door de beharing enigszins op bijen lijken. Zoals alle vliegen heeft de wolzwever een enkel paar vleugels, de achterste vleugels zijn ontwikkeld tot halter-achtige aanhangsels, (halteres), die een rol spelen bij het evenwicht houden tijdens het vliegen. De relatief grote vleugels zijn voor de helft zwart gevlekt.

## Verspreiding en levenswijze
De soort komt voor in Noord-Midden-Europa en is zeldzaam in Nederland. Het is een soort die van warmte houdt en vooral voorkomt in warme gebieden. Er zijn sterke aanwijzingen dat de vensterrouwzwever parasiteert op de graafwesp (Ammophila pubescens) (behaarde rupsendoder) of op de rupsen die deze wesp verzamelt voor zijn larven. De vliegenlarven ontwikkelen zich in ofwel de larven van de graafwesp, of in de rupsen die de wesp verzamelt. De gastheer sterft als gevolg van de ontwikkeling van de larven van de vensterrouwzwever. De volwassen dieren leven van nectar en zijn dus in de buurt van bloemen te vinden. Ze bewonen bij voorkeur zandgronden en heidevelden (met gemengde jonge en oude heide (Calluna vulgaris)) met schaarse vegetatie en onverstoorde kale zandplekken.

## Gedrag
De mannetjes zitten vaak op open zandige plekken en vliegen steeds op wanneer er iets langs komt. Ze proberen op deze manier een vrouwtje te pakken. De vrouwtjes hebben net als de vliegen van het geslacht Bombylius een zandkamer aan de achterlijfspunt. Ze nemen, net als Bombylius, eerst zand op en vliegen dan rond tot ze bijvoorbeeld de nestingang van een rupsendoder vinden. Het vrouwtje blijft dan even zweven voor de nestgang en gooit dan met een slingerbeweging een ei in het nest. De bijgaande animatie is 10 keer vertraagd.

Vensterrouwzwever vrouwtje gooit een eitje in een gat.